# Ophiothrix tradita
Ophiothrix tradita är en ormstjärneart som beskrevs av Jean Baptiste François René Koehler 1930. Ophiothrix tradita ingår i släktet Ophiothrix och familjen Ophiothrichidae. Inga underarter finns listade i Catalogue of Life.